# Frøy Aagre

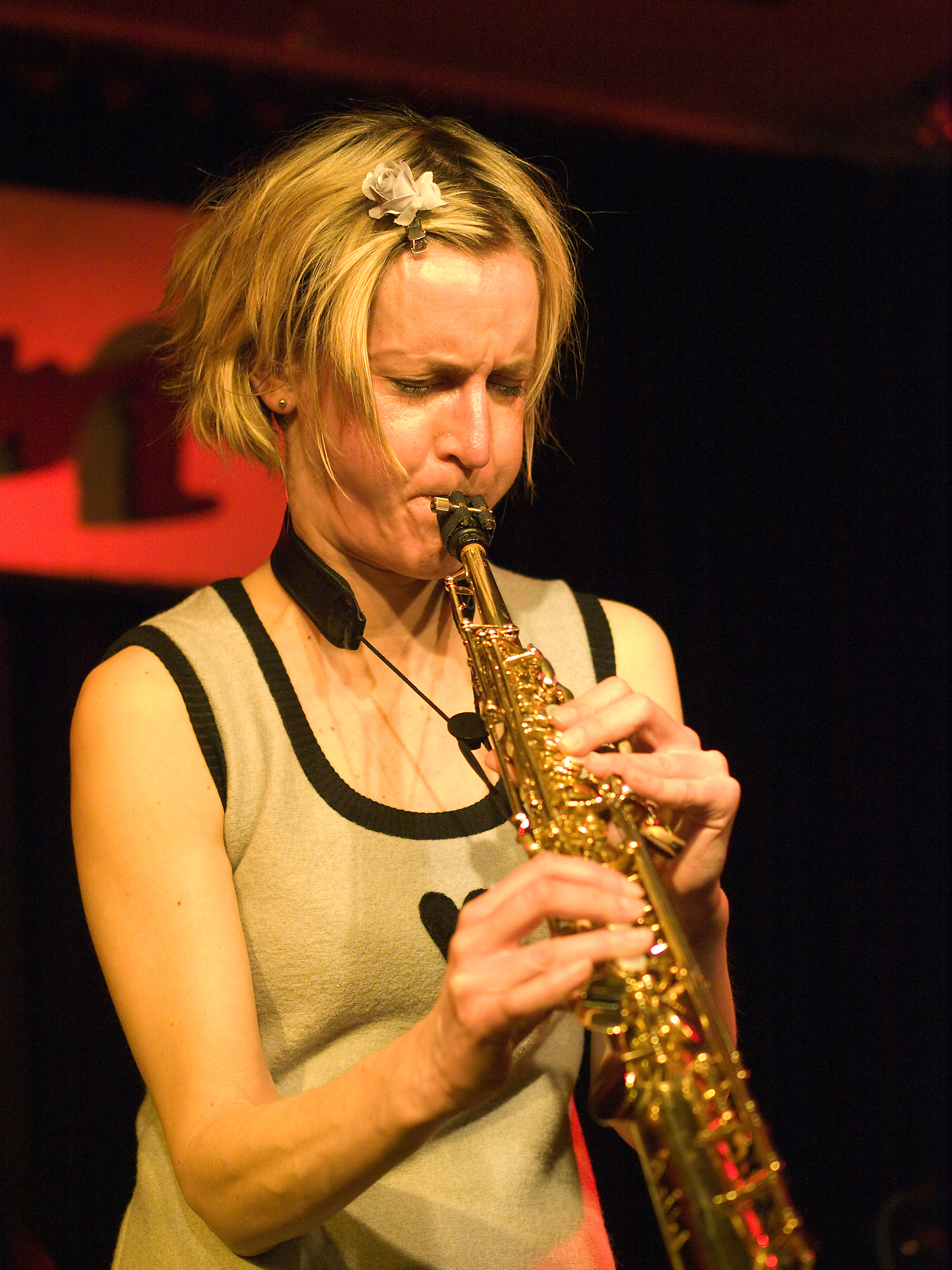
Frøy Aagre 2010

Frøy Aagre (* 8. Juni 1977 in Tønsberg) ist eine norwegische Jazz-Saxophonistin (Sopran- und Tenorsaxophon), Bandleaderin und Komponistin.

## Leben und Wirken
Aagre begann mit zwölf Jahren Saxophon zu spielen; zum Jazz kam sie durch die Musik von Dave Holland und Wayne Shorter. Sie studierte Saxophon und Komposition in Birmingham, wo sie den Bachelor erwarb und sich auch mit fernöstlicher Gamelan-Musik beschäftigte. Anschließend absolvierte sie den Master an der Middlesex University in London; dann setzte sie ihre Studien in Oslo und New York bei Dave Liebman und in Buenos Aires am Conservatoiro Nacional Lopez Bouchardo fort. Anfang der 2000er Jahre gründete sie die Formation Offbeat; 2004 erschien bei dem norwegischen Label AIM ein erstes Soloalbum mit eigenen Kompositionen. Mitte 2008 ging sie mit einer amerikanischen Band aus der Pianistin Kris Davis, Bassisten Michael Bates und dem Schlagzeuger Jeff Davis auf eine USA-Tournee und trat mit Kenny Wheeler auf dem Londoner Jazzfestival auf. Als ihren „internationalen Durchbruch“ bezeichnete die Zeitschrift Jazzthetik ihr 2010 bei ACT erschienenes Quartett-Album Cycle of Silence. mit Andreas Ulvo (Piano), Audun Ellingsen (Bass) und Freddy Wike (Schlagzeug).
Im Laufe ihrer bisherigen Karriere spielte Aagre mit Musikern wie Pee Wee Ellis, Mike und Mark Mondesir, Annette Aguilar, Eivind Opsvik, Thomas Strønen, Mathias Eick und Bjørn Kjellemyr. Frøy Aagre, die in der Nähe von Oslo lebt, nennt John Coltrane, Jan Garbarek, Dexter Gordon und Steve Lacy als Einflüsse.

## Preise und Auszeichnungen
Aagre wurde in ihrer Heimat mit zahlreichen Preisen ausgezeichnet; 1999 erhielt sie den jährlichen Jazzpreis der norwegischen Jazz-Vereinigung und 2005 ein einjähriges Stipendium des norwegischen Staates ihr Album Countryside wurde 2007 von der norwegischen Tageszeitung Dagsavisen unter die zehn besten Platten des Jahres gewählt.

## Diskographische Hinweise
- Katalyze (AIM, 2004)
- Countryside (AIM, 2007),
- Offbeat (AIM, 2007)
- Cycle of Silence (ACT, 2010)
- Frøy Aagre Electric (Momentum Records, 2013)